# Hodgepodge
『hodgepodge』（ホッジポッジ）は、オレンジスパイニクラブがワーナーミュージック・ジャパンから2022年3月23日にリリースした1作目の配信限定EPである。

## 背景
- コンセプトは「新曲と昔の曲」[1]。
- 前作『非日常』から約1年4ヶ月ぶりのリリース。タイトルの『hodgepodge』とは「ごちゃ混ぜ」という意味である[1]。
- 既存曲1曲、新曲1曲、デビュー前の再録曲5曲で構成されており、再録曲はバンド名を変更した2019年にリリースしたシングル『敏感少女』『モザイク』から未配信だった曲が収録されている（急ショック死寸前を除く）[1]。
- 再録曲は、元の音源との違いがある[2]。
- 曲順は、1曲目の「7997」を除き古い順となっている[1]。

## 収録曲
1. 7997 [2:20]
作詞・作曲：スズキナオト
編曲：オレンジスパイニクラブ
  - メジャー1stシングルの表題曲。
2. 急ショック死寸前 [2:37]
作詞・作曲：スズキナオト
編曲：オレンジスパイニクラブ
  - ナオトが高校生の時に制作された[3]。
  - ギターソロ以外は一発録りとなっている[3]。
  - ライブではほぼ毎回披露されており、ゆりと曰く「ザ・パワーソング」[1]。
3. まいでぃあ [3:51]
作詞・作曲：スズキユウスケ
編曲：オレンジスパイニクラブ
  - 「オレンジスパイニクラブ」への改名後、ユウスケが初めて制作した曲[3]。
  - ユウスケ曰く、西野カナの『トリセツ』のような曲を作りたかったとのこと[3]。
4. みょーじ [2:34]
作詞・作曲：スズキナオト
編曲：オレンジスパイニクラブ
  - 名字が変わる「君」への複雑な心境を歌う楽曲[4]。
5. パープリン [3:50]
作詞・作曲：スズキユウスケ
編曲：オレンジスパイニクラブ
  - タイトルの「パープリン」とは漫画の中の造語で、「頭がパー、脳がプリン」という意味である[3]。
6. モザイク [3:20]
作詞・作曲：スズキナオト
編曲：オレンジスパイニクラブ
7. リルメラン [3:09]
作詞・作曲：スズキユウスケ
編曲：永澤和真
  - タイトルは「リトルメランコリック」の略語。
  - 初めてアレンジャーを迎え、応援歌として制作された[1]。

## タイアップ
| 曲順 | 曲名       | タイアップ                                                   |
| ---- | ---------- | ------------------------------------------------------------ |
| #1   | 7997       | MBS/TBS系ドラマイズム『#居酒屋新幹線』主題歌                 |
| #1   | 7997       | ミヤギテレビ『ちょっとブレイクタイム』エンディングテーマ     |
| #4   | みょーじ   | 日本テレビ『スッキリ』テーマソング                           |
| #7   | リルメラン | リクルート「Follow Your Heart & Music Presented by RECRUIT」 |

## メディア披露
| 出演日 | 出演日  | 番組名                                                   | 放送局             | 演奏曲           |
| 年     | 月日    | 番組名                                                   | 放送局             | 演奏曲           |
| ------ | ------- | -------------------------------------------------------- | ------------------ | ---------------- |
| 2024年 | 1月29日 | オレンジスパイニクラブ LIVE SPECIAL -見えないものに愛を- | スペースシャワーTV | 急ショック死寸前 |